# Dawid Ber
Dawid Ber (ur. 1975 w Łodzi) – polski dyrygent, chórmistrz i teoretyk muzyki oraz pedagog.
Absolwent Teorii Muzyki (klasa prof. Franciszka Wesołowskiego) i Studium Prowadzenia Zespołów Wokalnych i Wokalno Instrumentalnych na Akademii Muzycznej w Łodzi oraz Podyplomowych Studiów Chórmistrzowskich na Akademii Muzycznej w Bydgoszczy. Doktor habilitowany (tytuł uzyskał w 2017 na Akademii Muzycznej w Krakowie). prowadzi klasę dyrygowania w Katedrze Edukacji Muzycznej Akademii Muzycznej w Łodzi. W latach 1996–2011 kierownik artystyczny i dyrygent chóru mieszanego Towarzystwa Śpiewaczego „Lutnia” w Zgierzu. Dyrygent Chóru Kameralnego „Vivid Singers” (od 2005). Pierwszy dyrygent i szef Chóru Filharmonii Łódzkiej (od sezonu 2011/2012). Koncertował m.in. w Austrii, Belgii, Czechach, Danii, Holandii, Niemczech oraz na Litwie i we Włoszech. Płyta wydana przez wytwórnię DUX „Lutosławski: utwory wokalno-instrumentalne”, w nagraniu której uczestniczył Dawid Ber jako odpowiedzialny za przygotowanie Chóru Filharmonii Łódzkiej była nominowana do Nagrody Muzycznej Fryderyk 2015 w kategorii Album roku muzyka chóralna, oratoryjna i operowa.
W 2024 otrzymał brązowy Medal „Zasłużony Kulturze Gloria Artis”.